# Hyperolius phantasticus
Hyperolius phantasticus es una especie de anfibios de la familia Hyperoliidae.
Habita en Camerún, República Centroafricana, República del Congo, República Democrática del Congo, Gabón, posiblemente Angola y posiblemente Guinea Ecuatorial.
Su hábitat natural incluye bosques tropicales o subtropicales secos y a baja altitud, praderas húmedas o inundadas en algunas estaciones, marismas de agua dulce, corrientes intermitentes de agua dulce, jardines rurales, zonas previamente boscosas ahora degradadas y estanques.